# Stegana belokobylskiji
Stegana belokobylskiji är en tvåvingeart som beskrevs av Vasily S. Sidorenko 1997. Stegana belokobylskiji ingår i släktet Stegana och familjen daggflugor.
Artens utbredningsområde är Vietnam. Inga underarter finns listade i Catalogue of Life.